# Die den Horus und Seth schaut
Die den Horus und Seth schaut ist ein altägyptischer Titel, den vor allen Königinnen trugen und der erstmals im Alten Reich bezeugt ist. In der einfachen Form „die den Horus schaut“ ist der Titel bereits seit der 1. Dynastie belegt und war zu dieser Zeit der wichtigste Titel einer Gemahlin des Königs. 
„Die den Horus und Seth schaut“ blieb nach der 3. Dynastie neben dem Titel „Königsgemahlin“ (Hemet-nisut) einer der zentralen Titel von Königsgemahlinnen. Der Titel ist noch im Mittleren Reich vereinzelt bezeugt. Die Phrase Horus-Seth bezieht sich auf den Herrscher und bezeugt, dass der König als Verkörperung beider Gottheiten angesehen wurde.
Vergleichbar ist der Titel mit dem Nebti-Namen des Königs. Auch dort tritt eine symbolische Dualität zutage, die Bezug auf zwei koexistente Reichsgottheiten, in diesem Falle Nechbet und Wadjet, nimmt. 